# Bräcke
Bräcke es una localidad sueca (tätort), sede del municipio de Bräcke, en la provincia de Jämtland y la región de Norrland. Tenía una población de 1477 habitantes en 2023, en un área de 2,07 km². Está localizada a orillas del lago Revsund, unos 70 kilómetros al sureste de Östersund en la ruta europea E14.

## Demografía
| Gráfica de evolución demográfica de Bräcke entre 1900 y 2015 |
|                                                              |
| Oficina Central de Estadísticas de Suecia                    |